# USS Barr (DE-576)
USS Barr (DE-576/APD-39) là một tàu hộ tống khu trục lớp Buckley được Hải quân Hoa Kỳ chế tạo trong Chiến tranh Thế giới thứ hai. Tên nó được đặt theo binh nhất Thủy quân Lục chiến Woodrow Wilson Barr (1918–1942), người đã tử trận trong Trận Tulagi ngày 7 tháng 8, 1942 và được truy tặng Huân chương Ngôi sao Bạc. Nó đã phục vụ trong chiến tranh cho đến năm 1944, khi được cải biến thành một tàu vận chuyển cao tốc mang ký hiệu lườn APD-39, và tiếp tục phục vụ cho đến khi chiến tranh kết thúc; nó xuất biên chế năm 1946 và bị đánh chìm như mục tiêu năm 1963. Barr được tặng thưởng ba Ngôi sao Chiến trận do thành tích phục vụ trong Thế Chiến II.

## Thiết kế và chế tạo
Những chiếc thuộc lớp tàu hộ tống khu trục Buckley có chiều dài chung 306 ft (93 m), mạn tàu rộng 37 ft 1 in (11,30 m) và độ sâu mớn nước khi đầy tải là 11 ft 3 in (3,43 m). Chúng có trọng lượng choán nước tiêu chuẩn 1.400 tấn Anh (1.400 t); và lên đến 1.740 tấn Anh (1.770 t) khi đầy tải. Hệ thống động lực bao gồm hai turbine hơi nước General Electric công suất 13.500 mã lực (10.100 kW), dẫn động hai máy phát điện công suất 9.200 kilôwatt (12.300 hp) để vận hành hai trục chân vịt;  công suất 12.000 hp (8.900 kW) cho phép đạt được tốc độ tối đa 23 kn (26 mph; 43 km/h), và có dự trữ hành trình 6.000 nmi (6.900 mi; 11.000 km) khi di chuyển ở vận tốc đường trường 12 kn (14 mph; 22 km/h).
Vũ khí trang bị bao gồm ba pháo 3 in (76 mm)/50 cal trên tháp pháo nòng đơn có thể đối hạm hoặc phòng không, một khẩu đội 1,1 inch/75 caliber bốn nòng và tám pháo phòng không Oerlikon 20 mm. Vũ khí chống ngầm bao gồm một dàn súng cối chống tàu ngầm Hedgehog Mk. 10 (có 24 nòng và mang theo 144 quả đạn); hai đường ray Mk. 9 và tám máy phóng K3 Mk. 6 để thả mìn sâu. Khác biệt đáng kể so với lớp Evarts dẫn trước là chúng có thêm ba ống phóng ngư lôi Mark 15 21 inch (533 mm). Thủy thủ đoàn đầy đủ bao gồm 186 sĩ quan và thủy thủ.
Barr được đặt lườn tại xưởng tàu của hãng Bethlehem Steel Corporation tại Hingham, Massachusetts vào ngày 5 tháng 11, 1943. Nó được hạ thủy vào ngày 28 tháng 12, 1943; được đỡ đầu bởi bà Cora Dell Barr, mẹ binh nhất Barr, và nhập biên chế vào ngày 16 tháng 2, 1944 dưới quyền chỉ huy của Hạm trưởng, Thiếu tá Hải quân Henry Harold Love.

## Lịch sử hoạt động

### Hạm đội Đại Tây Dương
Sau khi hoàn tất chuyến đi chạy thử máy huấn luyện tại khu vực Bermuda và tiếp tục huấn luyện hộ tống tại khu vực Casco Bay, Maine, Barr đi đến Norfolk, Virginia để hoạt động tuần tra chống tàu ngầm ngoài khơi quần đảo Capo Verde. Nó hoạt động trong thành phần một đội tìm-diệt tàu ngầm được hình thành chung quanh tàu sân bay hộ tống Block Island (CVE-21), và còn bao gồm các tàu hộ tống khu trục Ahrens (DE-575), Eugene E. Elmore (DE-686) và Buckley (DE-51). Trong suốt tháng 5, 1944, đội theo dõi các báo cáo hoạt động tàu ngầm đối phương, truy đuổi các dấu vết sonar phát hiện được, nhưng thường chỉ là các đàn cá hoặc mảnh vỡ. Vào ngày 6 tháng 5, húc và đánh chìm được một tàu ngầm U-boat đối phương, chứng tỏ rằng tàu ngầm Đức có mặt và hoạt động tại vùng biển Nam Đại Tây Dương.
Vào ngày 29 tháng 5, đang khi truy đuổi một mục tiêu, Block Island trúng ngư lôi đối phương. Barr đã truy đuổi theo chiếc U-boat, mà sau này được xác định là chiếc U-549, cho đến khoảng 20 giờ 30 phút, khi một quả ngư lôi đánh trúng Barr. Vụ nổ làm vỡ lườn tàu phía sau phòng động cơ số 2, khiến bốn thành viên thủy thủ đoàn tử trận, 14 người bị thương và 12 người khác mất tích. Con tàu chết đứng giữa biển suốt đêm trong khi tàu chị em Robert I. Paine (DE-578) tuần tra chung quanh để bảo vệ. Khi trời sáng Eugene E. Elmore đưa toàn bộ những người bị thương và một nữa thủy thủ đoàn sang tàu mình, rồi nối dây cáp và kéo Barr hướng về Casablanca, Morocco thuộc Pháp. Eugene E. Elmore được tàu hộ tống khu trục Wilhoite (DE-397) thay phiên, cho đến khi chính nó được chiếc tàu kéo Hà Lan Antic thay thế, đưa được Barr về đến cảng sáu ngày sau đó.
Barr vào ụ tàu tại Casablanca cho đến ngày 2 tháng 7, nơi phần đuôi tàu bị hư hại nặng được cắt rời và được hàn những vách ngăn giúp nó nổi được trong hành trình quay trở về nhà. Chiếc tàu kéo Cherokee (AT-66) khởi hành vào ngày 3 tháng 7 để kéo Barr trong hành trình vượt Đại Tây Dương; và sau khi phải ghé lại Bermuda để né tránh một cơn bão, nó về đến Xưởng hải quân Boston vào ngày 25 tháng 7. Sau khi trải qua ba tháng tiếp theo trong xưởng tàu để được sửa chữa và cải biến thành một tàu vận chuyển cao tốc lớp Charles Lawrence, con tàu được xếp lại lớp với ký hiệu lườn mới APD-39 vào ngày 23 tháng 10, rồi lên đường đi Norfolk vào ngày 3 tháng 11 để thực hành huấn luyện.

### Hạm đội Thái Bình Dương
Khởi hành từ Norfolk vào ngày 15 tháng 11, Barr hộ tống cho chiếc tàu chỉ huy đổ bộ Teton (AGC-14) để cùng hướng sang khu vực Mặt trận Thái Bình Dương. Sau khi băng qua kênh đào Panama và ghé đến San Francisco, California để chất thêm hàng hóa, nó cùng tàu vận tải tấn công Cecil (APA-96) hướng sang phía Tây, đi đến Trân Châu Cảng vào ngày 9 tháng 12. Nó thực hành huấn luyện cùng các đội phá hoại dưới nước (UDT: Underwater Demolition Team) tại khu vực phụ cận Maui cũng như thực tập bắn phá bờ biển, rồi lên đường vào ngày 10 tháng 1, 1945, để đi sang Ulithi, nơi tập trung lực lượng chuẩn bị cho chiến dịch đổ bộ lên Iwo Jima.
Từ cuối tháng 1 đến đầu tháng 2, Barr tiếp tục sửa chữa, tích lũy tiếp liệu, và tham gia huấn luyện phá hoại và trinh sát tại khu vực Ulithi. Nó cùng lực lượng tấn công Iwo Jima khởi hành từ Ulithi vào ngày 10 tháng 2, tiến hành cơ động tổng dượt tại Tinian, quần đảo Mariana vào các ngày 12 và 13 tháng 2, rồi lên đường vào ngày14 tháng 2 để hướng sang Iwo Jima. Đi đến phía Nam hòn đảo vào ngày 16 tháng 2, nó cho đổ bộ Đội UDT 13 làm nhiệm vụ rà phá chướng ngại vật và trinh sát bãi đổ bộ, đồng thời đặt một đèn hiệu hoa tiêu đánh dấu nguy hiểm tại bãi đá Higashi, bất chấp hỏa lực pháo bắn phá của đối phương.
Đến sáng hôm sau, được hỏa lực hải pháo từ các tàu chiến và không quân hỗ trợ, các tàu vận chuyển cao tốc lại cho đổ bộ các đội UDT lên các bãi biển phía Đông để hoạt động trinh sát và loại bỏ chướng ngại vật; sang buổi xế chiều, họ tiếp tục nhiệm vụ trinh sát tương tự tại các bãi biển phía Tây. Vào ngày 18 tháng 2, Barr được lệnh cho đổ bộ lại đội UDT của nó lên bãi đá Higashi để thay vị trí đèn hiệu hoa tiêu trước khi rút lui trong đêm. Khi nó cùng tàu vận chuyển cao tốc Blessman (APD-48) tách xa khỏi hòn đảo, một máy bay ném bom Nhật đã bay ngang bên trên Barr trước khi đâm xuống Blessman, khiến tàu chị em chịu đựng nhiều thương vong.
Vào ngày D 19 tháng 2, Barr có mặt tại khu vực vận chuyển cách 6.000 thước Anh (5.000 m) ngoài khơi bờ biển phía Đông của Iwo Jima. Xuồng của nó do người nhái thuộc đội UDT vận hành đã dẫn đường cho lực lượng Thủy quân Lục chiến đi đến các bãi đổ bộ đã được chuẩn bị. Từ đó cho đến ngày 3 tháng 3, con tàu hoạt động tuần tra vào ban đêm và thả neo vào ban ngày, khi các đội UDT tiếp tục nhiệm vụ dọn sạch các chướng ngại vật dưới nước. Nó rời khu vực Iwo Jima vào ngày 4 tháng 3, đi ngang qua Saipan và Guam để hướng đến Ulithi, đến nơi vào ngày 12 tháng 3.
Trong những tuần lễ tiếp theo, Barr chuẩn bị cho chiến dịch đổ bộ tiếp theo lên Okinawa. Nó khởi hành từ Ulithi vào ngày 21 tháng 3 trong thành phần Lực lượng Hỗ trợ Hỏa lực và Bảo vệ dưới quyền Chuẩn đô đốc Morton L. Deyo, và đi đến mục tiêu vào ngày 25 tháng 3. Nó đi đến Kerama Retto để trinh sát đầu mũi Tây Nam của Tokashiki, và trong bốn ngày tiếp theo đã cho đổ bộ Đội UDT 13 lên Keise Shima, một nhóm đảo cát và san hô nhỏ giữa Kerama Retto và Okinawa, để thu thập thông tin tình báo đồng thời mở lối đi ngang qua dãi san hô cho các tàu đổ bộ LST.
Phía Nhật Bản liên tiếp tung ra các đợt không kích phản công vào những ngày đầu của cuộc đổ bộ. Barr không trực tiếp tham gia cuộc đổ bộ vào ngày 1 tháng 4, nhưng đã tuần tra chống tàu ngầm tại khu vực vận chuyển. Nó cho chuyển Đội UDT 13 sang chiếc Wayne (APA-54) vào các ngày 6 và 7 tháng 4, và tiếp tục nhiệm vụ tuần tra bảo vệ cho đến ngày 9 tháng 4, khi nó lên đường đi Saipan, nơi con tàu được sửa chữa trong một tuần.
Khởi hành vào ngày 23 tháng 4, Barr hộ tống một đoàn tàu đổ bộ LST và LSM đi đến Okinawa. Nó tiếp tục ở lại ngoài khơi khu vực đổ bộ Hagushi để tuần tra phòng không và chống tàu ngầm cho đến ngày 27 tháng 5, khi nó lên đường đi Saipan hộ tống một đoàn tàu vận tải rỗng. Tách khỏi đoàn tàu tại Saipan, nó đi đến Philippines và ghé qua Leyte và Manila trước khi tham gia một đoàn tàu vận tải tại vịnh Lingayen để cùng hướng sang Okinawa. Chiếc tàu vận chuyển cao tốc tiếp nối vai trò tuần tra bảo vệ tại Okinawa sau khi nó đến nơi vào cuối tháng 6.

### Sau chiến tranh
Sau khi Nhật Bản đã chấp nhận đầu hàng vào ngày 15 tháng 8 giúp kết thúc cuộc xung đột, Barr lên đường đi sang Nhật Bản, gặp gỡ thiết giáp hạm HMS King George V (41) và tàu tuần dương hạng nhẹ HMS Gambia (48) tại một vị trí về phía Đông Tokyo. Nó đón lên tàu các đơn vị Thủy quân Lục chiến Hoàng gia Anh từ hai chiếc tàu chiến Anh Quốc để cho đổ bộ họ lên Yokosuka.
Sau đó Barr đi lên phía Bắc vịnh Tokyo để giúp di tản những cựu tù binh chiến tranh Đồng Minh khỏi các trại tập trung trên đảo Honshū; con tàu đã giúp vận chuyển tổng cộng 1.135 cựu tù binh trong nhiều chuyến đi. Sau khi thực hiện một chuyến đi vận chuyển thư tín đến Iwo Jima từ ngày 24 đến ngày 28 tháng 9, nó ở lại khu vực Tokyo cho đến ngày 12 tháng 10, khi nó được lệnh đi đến Nagasaki để phục vụ cùng Ủy ban Khảo sát Ném bom Chiến lược. Nó đã phục vụ như một căn cứ hoạt động và một tàu tiện nghi cho đến ngày 1 tháng 12, khi nó lên đường quay trở về Hoa Kỳ.
Về đến San Diego vào ngày 19 tháng 12, Barr được sửa chữa những hư hại trong chuyến đi trước khi tiếp tục hành trình đi sang vùng bờ Đông Hoa Kỳ. Con tàu được cho xuất biên chế vào ngày 12 tháng 7, 1946 và được đưa về Hạm đội Dự bị Đại Tây Dương, neo đậu tại Green Cove Springs, Florida. Nó không bao giờ được đưa ra hoạt động trở lại; tên nó được cho rút khỏi danh sách Đăng bạ Hải quân vào ngày 1 tháng 6, 1960, và nó bị đánh chìm như một mục tiêu ngoài khơi Vieques, Puerto Rico vào ngày 26 tháng 3, 1963.

## Phần thưởng
Barr được tặng thưởng ba Ngôi sao Chiến trận do thành tích phục vụ trong Thế Chiến II.
|             |  | Bronze star · Bronze star |
| Bronze star |  |                           |

| Dãi băng Hoạt động Tác chiến (truy tặng)                                     | Huân chương Chiến dịch Hoa Kỳ        | Huân chương Chiến dịch Châu Á-Thái Bình Dương với 2 Ngôi sao Chiến trận |
| Huân chương Chiến dịch Châu Âu-Châu Phi-Trung Đông với 1 Ngôi sao Chiến trận | Huân chương Chiến thắng Thế Chiến II | Huân chương Phục vụ Chiếm đóng Hải quân                                 |